# تیگران پنجم ارمنستان
تیگران پنجم (به ارمنی: Տիգրան، یونانی: Τιγράνης، ۱۶ پیش از میلاد – ۳۶ پس از میلاد) شاهزاده هرودیایی بود که از سال ۶ پس از میلاد تا ۱۲ پس از میلاد به عنوان یک شاه دست‌نشانده روم بر ارمنستان حکومت کرد.

## خانواده و زندگی
تیگران اولین پسر اسکندر و گلافیرا بود. برادر کوچکترش اسکندر نام داشت و یک خواهر کوچکتر نیز داشت. برادرزاده او تیگران ششم به عنوان پادشاه ارمنستان و در دوران سلطنت نرون امپراتور روم، خدمت می کرد.